# روبرت إل. بيرد
روبرت إل. بيرد (بالإنجليزية: Robert L. Baird)‏ هو فارس أمريكي، ولد في 17 نوفمبر 1920 في نيو ويفرلي في الولايات المتحدة، وتوفي في 16 ديسمبر 2005.